# Méthacrylate d'allyle
Le méthacrylate d'allyle est un composé chimique de formule CH2=C(CH3)COOCH2CH=CH2. C'est l'ester d'acide méthacrylique CH2=C(CH3)COOH et d'alcool allylique CH2=CHCH2OH. Il se présente comme un liquide incolore inflammable peu volatil et légèrement soluble dans l'eau dont les vapeurs sont susceptibles de former des mélanges explosifs avec l'air au-dessus du point d'éclair. Il peut être obtenu en alcoolysant le méthacrylate de méthyle CH2=C(CH3)COOCH3 avec de l'alcool allylique en présence de méthylate de sodium NaOCH3 et d'hydroquinone HOC6H4OH, un inhibiteur de polymérisation, ou en estérifiant l'acide méthacrylique avec de l'alcool allylique,.
Le méthacrylate d'allyle est utilisé dans la production d'homopolymères et de copolymères. C'est également un point de départ très utile pour la synthèse chimique car des réactions d'addition se produisent avec une variété de composés organiques et inorganiques. Le méthacrylate d'allyle est utilisé comme comonomère pour les plastiques durs, les agents de réticulation ou comme produit de base pour la production de silanes.